# Mirko Zelić
Mirko Zelić (Kandija, 8. studenoga 1936. – Zagreb, 3. siječnja 2023.) bio je hrvatski akademik, profesor u miru na Rudarsko-geološko-naftnom fakultetu Sveučilišta u Zagrebu. Bio je redoviti član Hrvatske akademije znanosti i umjetnosti.

## Životopis
Mirko Zelić diplomirao je 1964. godine na Rudarsko-geološko-naftnom fakultetu u Zagrebu. Na istom fakultetu doktorirao je 1982. godine. Od 1964. do 2009. bio je zaposlen u INI gdje je obnašao dužnosti direktora sektora proizvodnje nafte i plina (1995. – 2001.) i pomoćnika izvršnog direktora INA–Naftaplina (2001. – 2004.), a bio je i član Uprave INE i izvršni direktor SD Naftaplin (2004. – 2008.). Od travnja 2000. bio je redoviti član Hrvatske akademije znanosti i umjetnosti, a od 2004. godine i član Predsjedništva HAZU. 
Kao autor objavio je pet knjiga iz područja naftnog rudarstva. Objavio je više od 50 znanstvenih radova koji su doprinijeli razvoju znanosti u istom području. Autor je osam inovacija i jednog patenta.
Odlikovan je Redom hrvatskog trolista za osobite zasluge za Republiku Hrvatsku stečene u ratu, izravnoj ratnoj opasnosti ili u iznimnim okolnostima u miru i Redom Danice hrvatske s likom Blaža Lorkovića za osobite zasluge u gospodarstvu.

## Vanjske poveznice
- akademik Mirko Zelić  Arhivirana inačica izvorne stranice od 23. lipnja 2017. (Wayback Machine) na info.hazu.hr